# Мнацаканян, Степан Левонович
Степа́н Лево́нович Мнацаканя́н (арм. Ստեփան Մնացականյան, 1 июля 1957, Ереван) — армянский государственный деятель.

## Биография
- 1974—1979 — факультет отраслевой экономики Ереванского института народного хозяйства. Кандидат экономических наук, автор более 30 научных трудов. Награждён бронзовой медалью ВДНХ СССР (1987), медалью «Анании Ширакаци» (2003), «Памятной медалью» и медалью в связи с 75-летием профсоюзов рабочих государственных учреждений Армении.
- 1979—1990 — работал младшим, затем старшим научным сотрудником, а в 1990—1996 — доцент Ереванского института народного хозяйства.
- 1995—1996 — работал заместителем исполнительного директора Ассоциации банков Армении, членом экономического совета налоговой инспекции Республики Армения.
- 1996—1998 — заместитель председателя контрольной палаты национального совета Республики Армения и одновременно главный специалист администрации президента Армении, член конкурсной комиссии школы государственного управления, член межбанковского арбитража.
- 1998—2000 — министр статистики, государственного регистра и анализа Республики Армения.
- С мая 2000 — председатель государственного совета по статистике Армении, президент Национальной статистической службы Армении. Принимал участие и выступал с докладами на международных конференциях по проблемам статистики.

## Награды
- Медаль «За заслуги перед Отечеством» II степени (28 декабря 2015) — за многолетнюю добросовестную деятельность в системе государственного управления[1].
- Медаль Анании Ширакаци (2003).
- Бронзовая медаль ВДНХ (1987).
- Памятная медаль и медаль в связи с 75-летием профсоюзов рабочих государственных учреждений Армении.